# تكامل وسيع النطاق

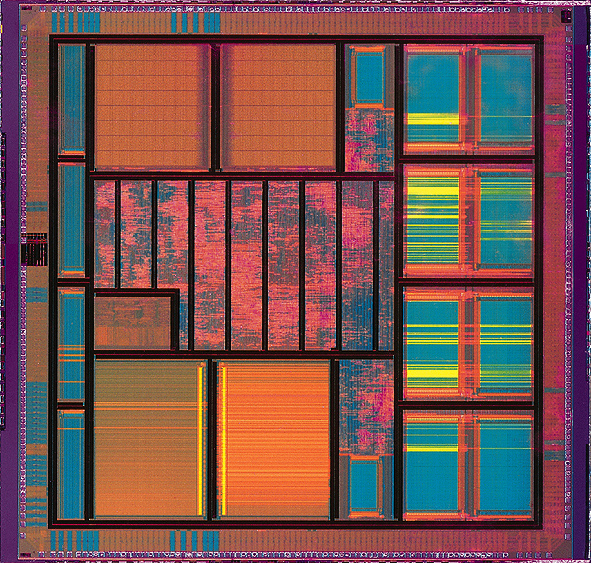
صورة لدارة ذات تكامل وسيع النطاق.

التكامل وسيع النطاق (بالإنجليزية: Very-large-scale integration)‏ اختصاراً VLSI. هي عملية إنتاج دارات متكاملة عن طريق تجميع الآف الترانزستورات في شريحة واحدة.
بدأ ظهور تلك الدارات في سبعينيات القرن العشرين، مع بداية تطور تقنيات الاتصالات، وأشباه الموصلات المعقدة، ومن أمثلتها :المعالجات الدقيقة، ويتراوح عدد مكوناتها من 1,000، وحتى 10,000 قطعة إلكترونية.